# Chiara Kreuzer
Pour les articles homonymes, voir Hölzl.
Chiara Kreuzer est une sauteuse à ski autrichienne, née Chiara Hölzl le 18 juillet 1997 à Schwarzach im Pongau. En 2019-2020, elle se classe deuxième du classement général de la Coupe du monde, gagnant six concours cette saison. Elle est aussi deux fois médaillée d'argent par équipes aux Championnats du monde.
Chiara Hölzl épouse le 8 mai 2021 Philipp Kreuzer, et prend alors son nom.

## Carrière
Licenciée au club de Schwarzach, Chiara Hölzl fait ses débuts internationaux dans la Coupe continentale à l'été 2010, alors plus haut niveau féminin. Elle prend part à la Coupe du monde à partir de novembre 2012 et marque son premier point quelques semaines plus tard à Schonach (30e).
En 2013, elle est médaillée d'argent du concours par équipes mixte aux Championnats du monde à Val di Fiemme avec Gregor Schlierenzauer, Thomas Morgenstern et Jacqueline Seifriedsberger et s'y classe neuvième en individuel, alors âgée de quinze ans. En 2014, alors âgée de 16 ans, elle participe aux Jeux olympiques d'hiver de 2014 où elle se classe 25e.
En janvier 2015, elle obtient son premier podium individuel en Coupe du monde en se classant troisième du second concours de Sapporo derrière Sara Takanashi et Carina Vogt.
Après deux nouveaux podiums dans la Coupe du monde à Nijni Taguil et Ljubno, elle devient championne du monde junior en 2016. Elle est cinquième du classement général de la Coupe du monde en fin de saison.
Son prochain top trois en individuel arrive en janvier à la Coupe du monde au Mont Zaō, où elle est deuxième. Un mois plus tard, elle participe aux Jeux olympiques d'hiver de Pyeongchang, s'y classant onzième.
Aux Championnats du monde 2019, malgré une 26e place en individuel, elle aide les Autrichiennes à gagner la médaille d'argent au premier concours féminin en mondial.
Au début de la saison 2019-2020, elle est présente deux fois sur le podium à Lillehammer, où Maren Lundby domine, elle s'impose sur le grand tremplin de Klingenthal pour son premier succès en Coupe du monde. Dans les semaines qui suivent, elle confirme aon nouveau statut, gagnant à Rasnov, puis quatre concours consécutifs à Oberstdorf et Hinzenbach (deux dans chaque localité). Ceci la place en tête du classement général avec 90 points d'avance sur Maren Lundby. Avec un seul podium à Lillehammer lors de la Tournée Raw Air, elle cède son rang à Lundby, pour se classer deuxième mondiale.

## Palmarès

### Jeux olympiques
| Épreuve / Édition | Sotchi 2014 | Pyeongchang 2018 |
| Individuel        | 25e         | 11e              |

### Championnats du monde
| Épreuve / Édition  | Val di Fiemme 2013               | Falun 2015                       | Lahti 2017                       | Seefeld 2019                     | Oberstdorf 2021 | Planica 2023 |
| Petit Tremplin     | 9e                               | 16e                              | 10e                              | 26e                              |                 |              |
| Grand Tremplin     | Épreuve inexistante à cette date | Épreuve inexistante à cette date | Épreuve inexistante à cette date | Épreuve inexistante à cette date |                 |              |
| Par équipes        | Épreuve inexistante à cette date | Épreuve inexistante à cette date | Épreuve inexistante à cette date | Argent                           | Or              | Argent       |
| Par équipes mixtes | Argent                           | -                                | -                                | -                                |                 |              |

### Championnats du monde junior
- Almaty 2015 :
  -  Médaille de bronze en individuel.
- Rasnov 2016 :
  -  Médaille d'or en individuel.
  -  Médaille d'argent par équipes.

### Coupe du monde
- Meilleur classement général : 2e en 2020.
- 20 podiums individuels : 8 victoires, 4 deuxièmes places et 8 troisièmes places.
- 6 podiums en épreuve par équipes : 3 victoires, 1 deuxième place et 2 troisièmes places.
- 1 podium en Super Team : 1 victoire.

#### Victoires
| Année     | Lieu                                                                                         |
| 2020      | Klingenthal (Allemagne), Rasnov (Roumanie), Oberstdorf (Allemagne) ×2, Hinzenbach (Autriche) |
| 2022-2023 | Hinzenbach (Autriche), Oslo (Norvège)                                                        |

#### Classements généraux annuels
| Année | Rang |
| 2013  | 51e  |
| 2014  | 33e  |
| 2015  | 18e  |
| 2016  | 5e   |
| 2017  | 13e  |
| 2018  | 8e   |
| 2019  | 10e  |
| 2020  | 2e   |
| 2021  | 10e  |